# Kalkoenparelhoen
Het kalkoenparelhoen (Agelastes meleagrides) is een vogel uit de familie van de parelhoenders. De vogel werd in 1850 door Karel Lucien Bonaparte geldig beschreven.

## Kenmerken
Deze zeldzame vogel heeft zwarte veren met een kleine kale rode kop, een witte borst en een lange zwarte staart, een groenig bruine snavel en grijskleurige poten. De vogels zijn middelgroot, tot 45 cm lang. De geslachten zien er hetzelfde uit, al is het vrouwtje iets kleiner dan het mannetje.

## Leefwijze
Hun voedsel bestaat hoofdzakelijk uit zaden, bessen, termieten en kleine dieren.

## Verspreiding en leefgebied
Kalkoenparelhoenders komen voor in de subtropische West-Afrikaanse bossen van Ivoorkust, Ghana, Guinee, Liberia en Sierra Leone. 

## Status
Door voortdurend verlies van territorium en door jacht in sommige gebieden, heeft het kalkoenparelhoen de beschermingsstatus kwetsbaar gekregen op de Rode Lijst van de IUCN.